# جان هوفمان (لاعب كرة قدم)
جان هوفمان (بالدنماركية: Jan Hoffmann)‏ (4 مايو 1971 بالدنمارك - ) هو مدرب كرة قدم ولاعب كرة قدم دانمركي في مركز حراسة المرمى. لعب مع نادي إيسبيرغ ونادي فايله ونادي نوردشيلاند وIF Skjold Birkerød ‏ وØlstykke FC ‏ وAkademisk Boldklub ‏ وBoldklubben af 1893 ‏.

## وصلات خارجية
- جان هوفمان على موقع قاعدة بيانات كرة القدم.إي يو (الإنجليزية)